# Parafia Matki Bożej Szkaplerznej w Ujkowicach
Parafia Matki Bożej Szkaplerznej w Ujkowicach − parafia rzymskokatolicka znajdująca się w archidiecezji przemyskiej w dekanacie Żurawica.

## Historia
Ujkowice były wzmiankowane już w 1406 roku. Parafia powstała przed 1461 rokiem. W XVI wieku kościół został zamieniony na zbór protestancki. Ok. 1620 roku Władysław i Zygmunt Stadniccy zwrócili kościół katolikom. W 1799 roku ks. Jan Suchodolski zbudował kolejny drewniany kościół, który w 1888 roku bp Jakub Glazer konsekrował pw. św. Michała Archanioła. W 1903 roku kościół został odnowiony, a w 1914 roku rozebrany. W 1916 roku zbudowano kolejny drewniany kościół.
11 listopada 1945 roku bandy UPA zamordowały 14 mieszkańców Ujkowic.
W latach 1979–1981 zbudowano obecny murowany kościół, według projektu arch. mgr inż. Leonarda Reppela. 20 września 1981 roku bp Ignacy Tokarczuk poświęcił kościół. W 1991 roku kościół został konsekrowany.
Na terenie parafii jest 1 243 wiernych (w tym: Ujkowice – 1 034, Orzechowce część – 54).
Proboszczowie parafii:
1888–?. ks. Tomasz Błachuta.
1899–1924. ks. Antoni Kostecki.
1925–?. ks. Stanisław Szarek.
1950– ks. kan. Stanisław Bajda.
1980–1985. ks. Zbigniew Głowacki.
1985– ?. ks. Stanisław Bar.
?–2001. ks. Adam Rejman.
2001– nadal ks. Józef Szeliga.